# Carcelia oculata
Carcelia oculata är en tvåvingeart som först beskrevs av Villeneuve 1910.  Carcelia oculata ingår i släktet Carcelia och familjen parasitflugor.
Artens utbredningsområde är Kongo. Inga underarter finns listade i Catalogue of Life.